# آلکساندر مالایان
آلکساندر سرگئی مالایان (ارمنی: Ալեքսանդր Սերգեյի Մալայան؛  زادهٔ ۱۷ ژوئیهٔ ۱۹۴۸  - درگذشته ۲۳ دسامبر ۲۰۲۴) چشم‌پزشک اهل ارمنستان بود.

## زندگی‌نامه
وی در ۱۷ ژوئیه ۱۹۴۸ در تفلیس به دنیا آمد و از دانشگاه پزشکی دولتی ایروان فارغ‌التحصیل گشت. سرگئی مالایان پدر وی بود. همچنین برندهٔ جوایزی همچون مدال مخیتار هراتسی (۲۰۰۶) و مدال طلای یادبود فریتیوف نانسن (۲۰۱۱) شده است. وی در ۲۳ دسامبر ۲۰۲۴ در سن ۷۶ سالگی در ایروان درگذشت.

## یادداشت
1. ↑  բժշկական գիտությունների դոկտոր